# Абденанова, Алиме
Алиме́ Абдена́нова (крымскотат. Alime Abdenanova; 4 января 1924, Керчь, Крымская АССР, РСФСР, СССР — 5 апреля 1944, Симферополь, Генеральный округ Крым, Рейхскомиссариат Украина, Третий рейх) — советская военнослужащая крымскотатарского происхождения, участница Великой Отечественной войны, резидент отдела разведки штаба Приморской армии. Кавалер ордена Красного Знамени (1944). Герой Российской Федерации (2014, посмертно).
Во время Великой Отечественной войны осенью 1943 года красноармеец Абденанова была заброшена в находящийся под оккупацией Третьего рейха Крым, где в составе разведгруппы выполняла задания советского командования и добывала сведения о немецких и румынских войсках, дислоцировавшихся на Керченском полуострове. В феврале 1944 года группа была раскрыта, а все её члены арестованы. После жестоких пыток и длительных допросов была расстреляна 5 апреля 1944 года в Симферополе, за три дня до начала операции Красной армии по освобождению Крыма.

## Биография

### Молодые годы
Родилась 4 января 1924 года в пригороде Керчи (по другим данным в деревне Джермай-Кашик), в крымскотатарской семье Месельме и Сеит-Османа Борасановых. Отец работал на Керченском металлургическом заводе имени Войкова. Мать выросла в соседней деревне Маяк-Салын в бедной многодетной семье и вышла замуж в 17 лет. В 1926 и 1929 годах у Борасановых родились ещё две девочки — Азифе и Ферузе. В 1930 году Месельме умерла от тифа, а годом спустя и Сеит-Осман. Детей приютила бабушка Ревиде и дядя Муедин.
Детство и юность Алиме прошли в деревне Джермай-Кашик. Она с отличием окончила семилетнюю Камыш-Бурунскую среднюю школу имени Максима Горького, где её называли Аней. Стала работать секретарём в Узун-Аякском сельсовете Ленинского района Крыма. Позднее была назначена заведующей общим отделом Ленинского райисполкома. С 1940 года состояла в ВЛКСМ.
После начала Великой Отечественной войны Алиме несколько раз подавала заявление с просьбой направить её на фронт, но ей отказывали, ссылаясь на то, что она — служащая исполкома. В то же время, на фронт были мобилизованы её дяди Исмаил (позже погиб), Аедин (пропал без вести близ Сталинграда) и Муедин (служил политруком пограничных войск, а после ранения работал заместителем заведующего сельхозотделом Краснодарского краевого партийного комитета). 16 ноября 1941 года штат исполкома Алиме был отправлен сначала в Керчь, а затем в Темрюк, а потом эвакуирован в Краснодарский край.
Алиме окончила трёхмесячные курсы санитаров-инструкторов, затем была призвана в армию Краснодарским райвоенкоматом, поступив на работу в госпиталь Краснодара.

### В разведке

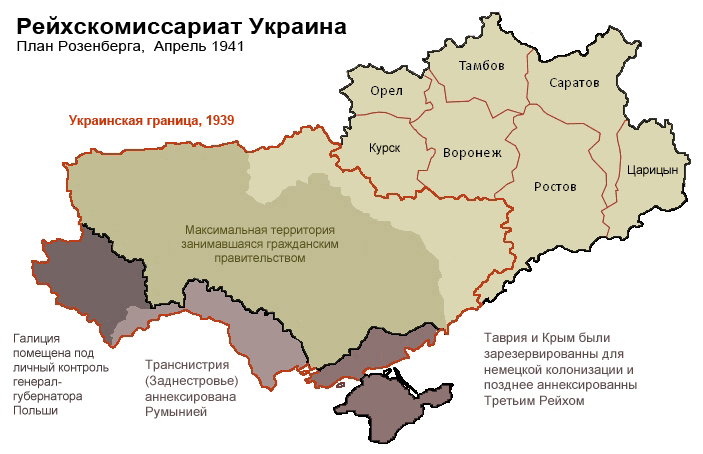
Карта Украины и Крыма, находящихся под контролем Третьего рейха.

20 августа 1941 года по указу Адольфа Гитлера в составе Третьего рейха был учреждён Рейхскомиссариат Украина, в который планировалось включить оккупированные территории Украины и Крыма. 1 сентября по плану рейхсминистра оккупированных восточных территорий Альфреда Розенберга был образован Генеральный округ Крым во главе с генеральным комиссаром округа Альфредом Фрауэнфельдом, под контроль которого должен был перейти сам полуостров, значительная часть которого была оккупирована в ноябре 1941 года. После падения Керчи и Севастополя в мае и июле 1942 года, соответственно, Крым оказался полностью под контролем частей вермахта, и следовательно под двойным управлением — гражданским (номинально) и военным (фактически). К тому времени, на территории полуострова была развёрнута мощнейшая группировка военной разведки Третьего рейха из более чем 30 групп, деятельностью которых руководил лично начальник Абвера Вильгельм Франц Канарис. В рамках этой операции, в Старом Крыму обосновалось одно из подразделений «Абверкоманды 302» — «Геркулес».

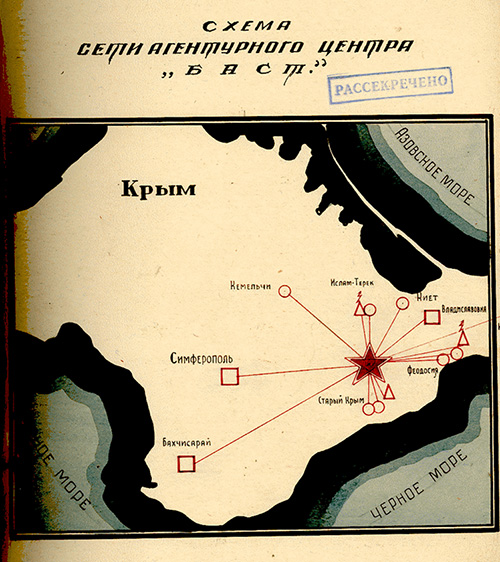
Схема агентурной сети центра «Баст» в Крыму, 1943—1944 гг.

После разгрома немецких войск в Курской битве, а также освобождения Новороссийска и Тамани 16 сентября 1943 года, у советского командования появились планы освобождения Крыма, и заместитель начальника штаба Приморской Армии по разведке генерал-майор Николай Трусов принял решение отправить опытных разведчиков в тыл отступавших вражеских армий. В район города Старый Крым была направлена разведгруппа «Баст», состоящая из Абрама Ивановича Полежаева, двух офицеров-разведчиков «Сторожук» и «Петров», а также шести разведчиков-диверсантов, с помощью которых впоследствии в штаб было отправлено около 300 радиограмм с ценной информацией. Однако агентурная сеть покрывала не всю территорию полуострова, а шансов на выживание у них было мало из-за усиленных нацистами мер безопасности, в число которых вошли высылка в Рейх почти всего работоспособного населения и тройная регистрация оставшихся жителей Крыма с запретом на свободное передвижение.Трусов пришёл к выводу, что для выполнения спецзаданий в Крым нужно направить не вызывающего подозрений человека из местных крымских татар, и в качестве кандидатуры на эту роль была предложена Алиме Абденанова, сразу же согласившаяся сотрудничать с военной разведкой. После этого, она поступила в разведшколу в Краснодаре, где до конца сентября изучила основы разведывательной работы и прошла парашютно-десантную подготовку.
В ночь с 2 на 3 октября 1943 года резидент отдела разведки штаба Приморской армии Алиме Абденанова (позывные и псевдонимы: Аня, Софие — крымскотатарское имя арабского происхожения, в переводе — «незапятнанная») с радисткой Ларисой Гуляченко (Стася, Гордая) были высажены на парашютах с самолёта «ПО-2» в районе деревни Джермай-Кашик Ленинского района, где проживала её бабушка Ревиде апте. При посадке вдалеке от места назначения Алиме вывихнула ногу, но смогла дойти до дома бабушки с помощью радистки, которую представила именем Таисия. Парашюты и рация же были закопаны.

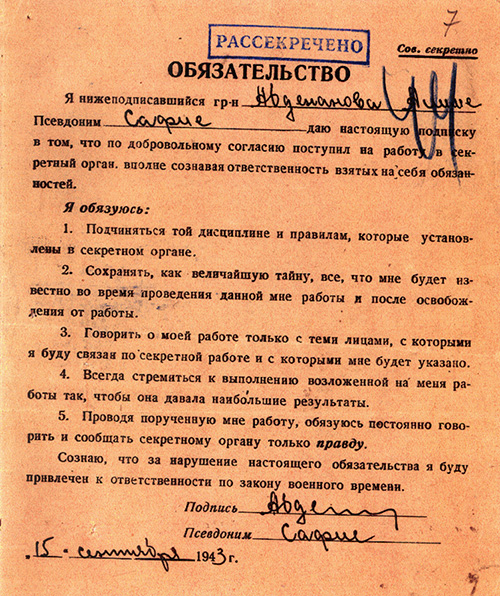
Обязательство о сотрудничестве Абденановой с военной разведкой, 1945 г.

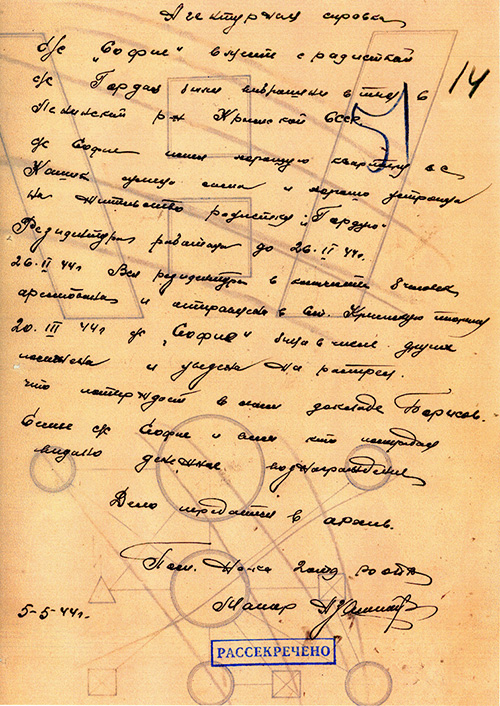
Агентурная справка на Абденанову, 1944 г.

Для того чтобы выполнить обязанности по сбору информации о дислокации войск и техники противника, Алиме организовала подпольную группу под названием «Дая» из 14 проверенных жителей села, в которую вошли её дядя Абдуракъий Болатов, Хаирла Мамбеджанов, Баттал Батталов, учительница Нечипе Баталова, братья Сефидин и Джеват Менановы, Васпие Аджибаева, помощник начальника станции «Семь Колодезей» Иванов, сцепщик вагонов Ачкалов, стрелочник Петляк и другие единомышленники Абденановой. Разделившись на группы, все они вели круглосуточное наблюдение за железной дорогой и шоссе, засекая передвижение войск противника, собирая данные о системе оборонительных сооружений, а также о дислокации вражеских частей и штабов в районе станции и окрестных сёл. Сбор группы проводился тайно в доме дедушки Баттала, а разведданные передавались по рации в разведотдел Северо-Кавказского фронта. С первых дней работы Джермай-Кашикской подпольной организации и до 19 октября вместо установленных по два в неделю было отправлено 16 сообщений, а за четыре месяца с октября 1943 года по февраль 1944 года — более 80 радиограмм, благодаря которым немецкие войска понесли урон в живой силе и технике.
13 декабря 1943 года начальник 2 отделения разведотдела штаба Северо-Кавказского фронта майор Ацеховский представил А. Абденанову к награждению орденом Красного Знамени с формулировкой, что она, «работая в тяжёлых условиях, в момент эвакуации с Керченского полуострова мирного населения, не раз, рискуя жизнью, ежедневно разведывала перевозки войск и войсковых грузов по железной дороге Керчь — Владиславовка — Феодосия — Джанкой, а также перевозки войск автотранспортом в направлениях Керчь — Феодосия, Керчь — Джанкой». Генерал-майор Николай Трусов поддержал это представление, и 5 января 1944 года Военный Совет Приморской армии своим приказом удостоил Абденанову этой награды. Этим же приказом орденом Красного Знамени была награждена её напарница радистка Л. Н. Гуляченко, предательство которой вскоре стало причиной гибели Алиме. Однако она лично получить орден не смогла, и в настоящее время он хранится в архиве в Москве, а орденская книжка, вручённая 9 мая 1992 года её сестре Ферузе, — в краеведческом музее посёлка Ленино.

### Плен и смерть
В январе — феврале 1944 года Абденанова передала в штаб 42 радиограммы, однако 11 февраля батареи радиостанции разрядились и Алиме попросила помощи у известного ей партизана Александра Павленко. Он успел доставить Абденановой новые батареи, но на обратном пути был арестован. Она сообщила об этом в центр и получила указание от Трусова «уйти к родственникам в другое село». В то же время в Абвере начали понимать, что в районе Керчи действует подполье, и с помощью специальной машины с пеленгатором был определён дом, в котором работает радиостанция. Параллельно в тюремную камеру в Старом Крыму, где уже сидело несколько партизан, связанных с Ивановым, был подсажен провокатор, благодаря данным которого стали известны связи подпольщиков, а помощник начальника станции «Семь Колодезей» был арестован. Ночью с 25 на 26 февраля 1944 года агенты немецкой тайной полевой полиции «ГФП-312», ворвавшись в дом братьев Меннановых, схватили большинство разведчиков, в том числе и Алиме, бросив их в Старо-Крымскую тюрьму. Так подошли к концу семь месяцев работы разведгруппы Абденановой на оккупированной территории Крыма.
Несмотря на издевательства никто не сказал ни слова, однако Гуляченко, увидев пытки партизан, согласилась сотрудничать с нацистами и раскрыла местонахождение радиостанции, которая стояла в тайнике в хлеву. 9 марта у подножия горы Агармыш были расстреляны Абдуракип Болатов, Хаирла Мамбеджанов, Сефидин и Джеват Менановы, Васпие Аджибаева умерла от пыток в камере, Нечипе Баталова расстреляна во дворе контрразведки. Будучи 19-летней девушкой, Алиме Абденанова подверглась нечеловеческим пыткам при содействии предателей Михельсона, Зуба, Василенко, Круглова и Дубогрея. У неё вырывали ногти и волосы, ей перебили ноги и сломали руку, её обливали холодной водой, подвергали избиениям, непрекращающимся допросам. Лицо Алиме было обезображено. Однако попытки любой ценой выведать информацию оказались безрезультатными. 27 марта партизаны совершили налёт на комендатуру, освободив многих заключённых, но не нашли Алиме (в донесении командованию было указано, что она погибла в марте 1944 года в районе Старого Крыма). На самом деле она была отправлена в Симферополь, куда доставлена 3 апреля, и посажена в одиночную камеру. 5 апреля 1944 года, за неделю до освобождения города Красной армией, состоявшегося 11 апреля, в возрасте 20 лет Алиме была расстреляна, приблизительно на окраине Симферополя в районе совхоза «Красный»: бывшего лагеря НКВД для врагов народа, попавшего в руки нацистов.
Место захоронения Абденановой осталось неизвестным, однако имеются предположения, что могилой для неё стал ров на месте расстрела. После освобождения Крыма советскими офицерами был найден дом Абденановых, и начальник разведотдела Приморской армии сказал её родственникам, что «подвиг Алиме никогда не будет забыт», после чего дело было закрыто, а «семье секретного сотрудника Софие и всем, кто пострадал, выдано денежное вознаграждение». Через месяц, 18 мая, началась поголовная депортация всех крымских татар в разные районы СССР, от которой пострадали родственники Алиме, в частности бабушка Ревиде и сестра Азифе, тоже разведчица, позже написавшая воспоминания о работе разведгруппы «Дая». В последующие годы заслуги представителей крымскотатарского народа были преданы забвению, несмотря на то, что на фронтах Великой Отечественной войны сражались более 60 тысяч крымских татар, включая 7 тысяч подпольщиков и 17 тысяч партизан, из которых погибли более 21 тысячи. Так и подвиг Алиме не был оценён по достоинству, а фамилия «Абденанова» долгое время была мало кому известна, при наличии до сих пор не снятого грифа секретности с большей части информации о деятельности её разведгруппы.
В 1958 году Трибунал Северо-Кавказского военного округа в Краснодаре признал подсудимых Михельсона, Дубогрея, Оленченко, Зуба, Круглова и Василенко виновными в измене родине, сотрудничестве с немецкой тайной полевой полицией «ГФП-312», массовых расстрелах советских граждан и приговорил их к смертной казни. На процессе было выявлено ещё несколько фамилий разведчиков, арестованных «ГФП-312»: Андрей Наголов и Александр Касьянов (умерли под пытками), Анна Белоненко и Лидия Влачуга (расстреляны на станции «Семь Колодезей» в декабре 1943 года), Василий Савченко (сожжён живым, будучи обёрнутым в красное знамя подпольщиков). Гуляченко же, задержанная в 1945 году сотрудниками СМЕРШ на территории Чехословакии, была осуждена на 10 лет лишения свободы. В 1991 году приговор был отменён военным трибуналом Одесского военного округа «за отсутствием состава преступления».

## Награды и звания
СССР
- Орден Красного Знамени (5 января 1944 года, приказом командующего Отдельной Приморской армией И. Е. Петрова от имени Президиума Верховного Совета СССР) — «за образцовое выполнение боевых заданий Командования на фронте борьбы с немецко-фашистскими захватчиками и проявленные при этом доблесть и мужество»[20][41].

Россия
- Звание «Герой России» с удостаиванием медали «Золотая Звезда» (1 сентября 2014 года, указом президента Российской Федерации В. В. Путина) — «за героизм, мужество и отвагу, проявленные при выполнении специального задания в борьбе с немецко-фашистскими захватчиками в Великой Отечественной войне 1941—1945 гг.»[1][24][42]. Стала шестнадцатой женщиной и первой уроженкой Крыма, удостоенной этой награды[5][43]. Будучи представителем репрессированного народа, в годы войны не представлялась к званию Героя Советского Союза, что, однако, является основанием для удостаивания уже современным званием[44], а само награждение стало следствием аннексии Крыма Россией[45].

## Увековечение памяти
Алиме Абденанову сравнивали с Верой Волошиной, называли в народе Зоей, как Зою Космодемьянскую. Её подвигу в 1959 году была посвящена статья в газете «Труд», поэма «Огненные дни», поэма Эшрефа Шемьи-заде «Алиме», документальная повесть А. Умерова «Отважная дочь своего народа», поэма «Земля в огне» С. Эмина. Её именем назван парк в посёлке Ленино, улицы в Симферополе, Феодосии, Керчи и других городах Крыма. В 1988 году на средства крымских татар со всего мира близ Ленино была установлена гранитная плита с фотографией Алиме. В 2012 году крымскотатарской общественностью был начат сбор средств, после чего началась реконструкция монумента. В 2014 году, после аннексии Крыма Россией, к инициативе присоединилась партия «Единая Россия». В сентябре 2014 года полномочный представитель президента РФ в Крыму Олег Белавенцев сообщил о том, что к 70-летию победы в Великой Отечественной войне в знаковом месте Крыма в рамках проекта «Аллея российской славы» будет установлен новый памятник. В связи с этим краевед Владимир Ширшов, выпустивший скандальное издание «Книга памяти Восточного Крыма „Просили помнить“», заявил, что разведчица «сотрудничала с абвером» и «нельзя допустить установке памятника Абденановой — нигде в Крыму». Мемориал был открыт в декабре того же года: его площадь была увеличена в четыре раза, а рядом со стелой, посвящённой Абденановой, были установлены ещё два памятных камня с именами членов партизан. Мемориал стал первым памятником Герою России в Крыму. Тогда же, по инициативе заместителя председателя райгосадминистрации Ленино Д. А. Мельгазиева в холле главного административного здания района была открыта мемориальная доска, рассказывающая о том, что Абденанова ушла на войну после работы в Ленинском райсовете. При этом, ещё одна доска была установлена на здании на стене здания железнодорожного вокзала, а в честь Абденановой была названа привокзальная площадь.
Летом 2014 года в издательстве «Кучково поле» вышла биографическая книга доктора исторических наук писателя Владимира Лоты «Алиме. Крымская легенда», по которой кинокомпанией «Родина» были начаты съёмки документального фильма. Роль Алиме досталась её внучатой племяннице. Фильм финансировался на государственные средства, а ответственной за его производство была член Совета по государственной культурной политике при председателе Совета Федерации РФ и продюсер кинокомпании «Родина» Ирина Мисанова. Премьерный показ картины под названием «Крымская легенда» прошёл 13 февраля 2015 года в кинотеатре им. Т. Г. Шевченко в Симферополе, при участии муфтия Крыма Эмирали Аблаева и представителя президента РФ Олега Белавенцева. Тогда же Черноморский флот выступил с инициативой передачи в дар крымским библиотекам, образовательным учреждениям и общественным организациям 2500 экземпляров книги «Алиме. Крымская легенда», а председатель Государственного комитета по делам межнациональных отношений и депортированных граждан Крыма Заур Смирнов сообщил о ведении работ по установлении личностей крымских татар, проявивших героизм в годы Великой Отечественной войны, отметив, что «до 9 мая мы ещё узнаем имена других героев, которые получат свои награды, к сожалению, посмертно». 23 февраля фильм был показан на телеканале «Россия 1», а 28 февраля — в кинотеатре «Космос» в Москве совместно с выставкой о жизни и подвиге разведчицы. Крымский обозреватель Сергей Кононенко в своей статье для «Радио Свобода» подверг фильм критике, в частности за искажение имени «Алиме» на «Алимэ», недостаточное акцентирование сюжета на героизме представителей крымскотатарского народа, а также за идеологическую подоплёку самого факта создания картины после аннексии Крыма.
3 апреля 2015 года в Крымском инженерно-педагогическом университете в Симферополе под патронатом Государственного совета РК прошла конференция «Участие крымских татар в Великой Отечественной войне 1941—1945 гг.», на которой был зачитан доклад «Подвиг Алиме Абденановой: трансформация частного факта в историческом событии». 17 апреля презентация фильма и книги о Абденановой прошла в Доме культуры Нижнегорского района. 8 мая в Ярковской сельской библиотеке для детей школьного возраста был проведён час истории, посвящённый Абденановой, а также открыт стенд «Крымская легенда — Алиме Абденанова». 12 мая в селе Останино состоялось открытие памятника Абденановой, а местной школе было присвоено её имя с установлением мемориальной доски. 16 июня в Крымскотатарском академическом музыкально-драматическом театре состоялась премьера спектакля «Алиме» режиссёра Земине Алиевой по одноимённой поэме Эшрефа Шемьи-заде. 15 октября в симферопольской Крымской республиканской универсальной научной библиотеке им. И. Я. Франко при поддержке Крымскотатарского музея культурно-исторического наследия прошёл посвящённый Абденановой историко-краеведческий час «Души непогашенная звезда».

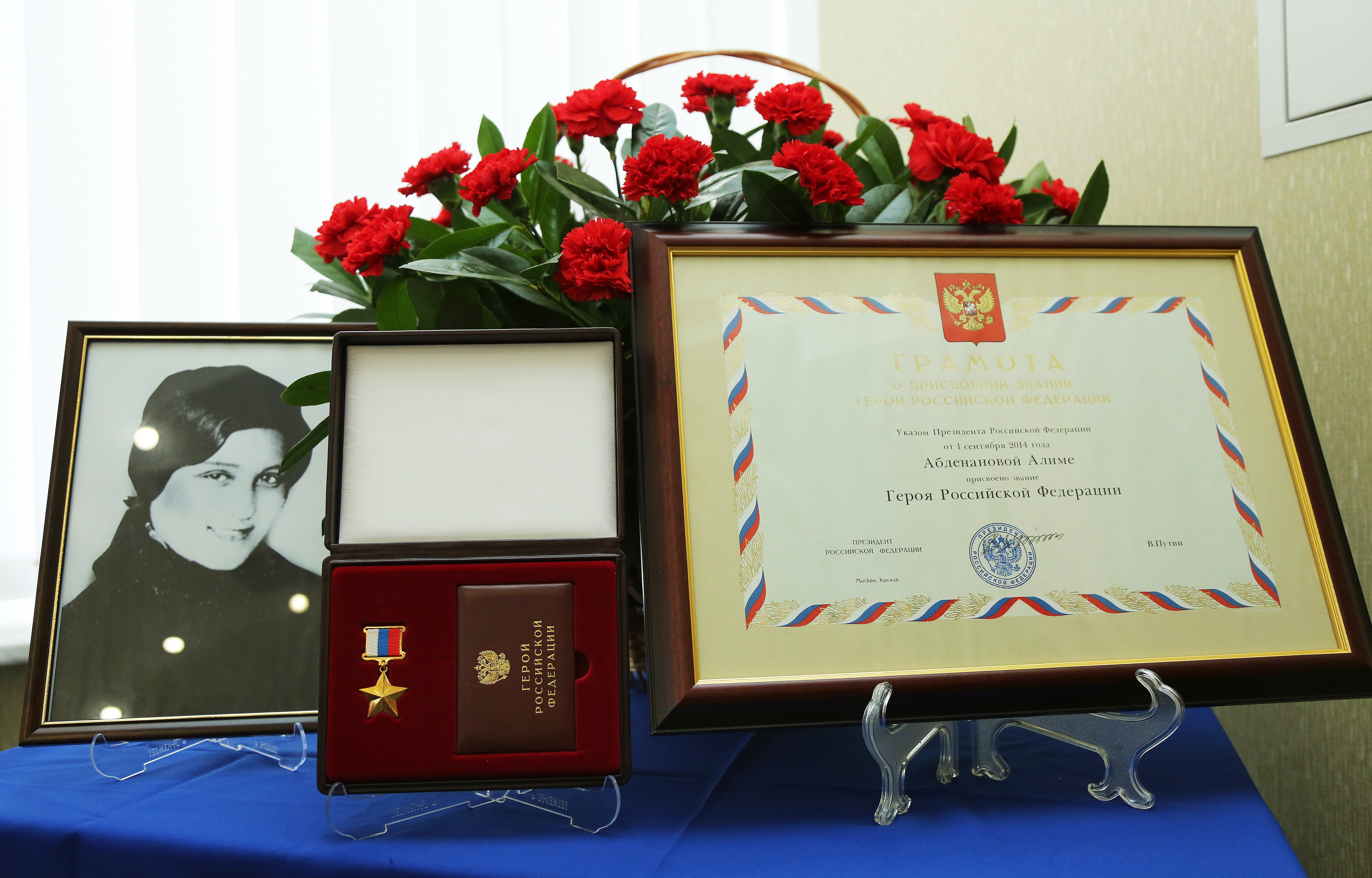
Медаль «Золотая звезда» и грамота Героя России Алиме Абденановой

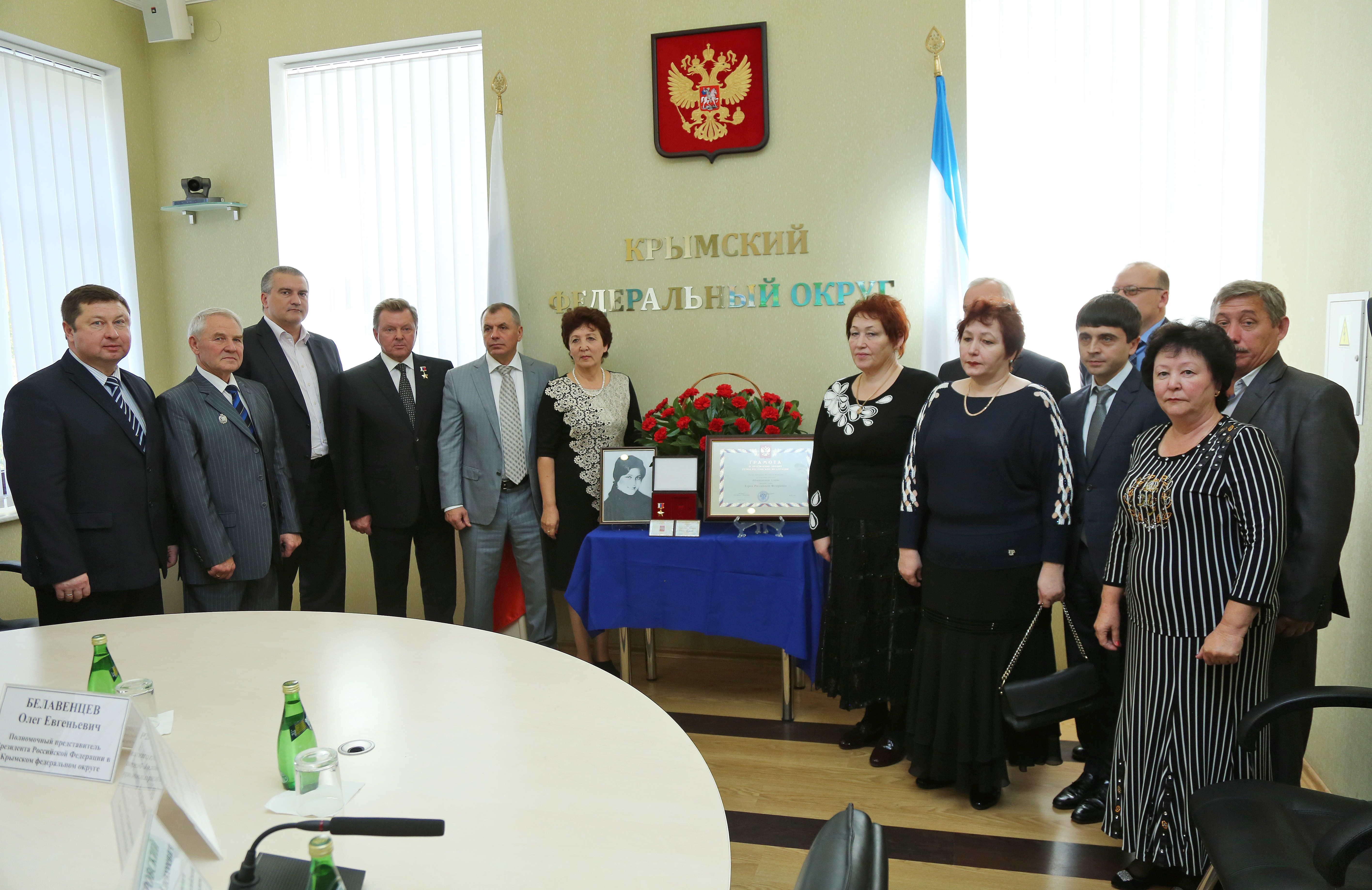
Церемония передачи медали «Золотая Звезда» и грамоты Героя России

20 октября на торжественной церемонии в резиденции полномочного представителя президента РФ в Крымском федеральном округе в Симферополе, где собрались все родственники Абденановой — племянник Алим Ахтемов и племянницы Джевар Асанова, Делора Ахтемова, Эльвира Ахтемова и Назмие Бектемирова, — а также вице-премьер Крыма Руслан Бальбек, муфтий мусульман Крыма Эмирали Аблаев, автор книги «Алиме» Владимир Лота и руководитель крымскотатарского культурно-этнографического общества «Алемтаб» Ильми Ильясов, полномочный представитель президента РФ в Крыму Олег Белавенцев передал медаль «Золотая Звезда» и грамоту о присвоении звания Героя России в руки главы Республики Крым Сергея Аксёнова и председателя Государственного совета Владимира Константинова, которые в свою очередь вручили их директору Центрального музея Тавриды Андрею Мальгину на хранение в экспозицию главного музея Крыма. После этого Мальгин сообщил, что копии медали и грамоты будут переданы Музею мемориального комплекса концлагеря и бывшего совхоза «Красный», на стене памяти жертв которого будет высечено имя Абденановой, руководитель медиацентра имени Гаспринского Айдер Эмиров отметил, что её именем может быть названа площадь или сквер в Симферополе, а председатель Республиканской общественной организации крымских татар — ветеранов войны, инвалидов войны и труда Нариман Казенбаш заявил: «Нам известны фамилии 10 человек из числа крымских татар, которые в советское время были рекомендованы к представлению звания Героя Советского Союза, но им оно присвоено не было по известным причинам». Впоследствии президент РФ Путин наградил орденом Мужества шестерых членов разведгруппы «Дая» — Васпие Аджибаеву, Нечипе Баталову, Абдраги Булатова, Хаирлу Мамбеджанова, Джевата Менанова и Сефидина Менанова.
В 2019 году средней общеобразовательной школе № 44 в районе Фонтаны в Симферополя было присвоено имя Абденановой. В том же году на школьном здании открыли мемориальную доску, а в 2021 году на территории школы открыли бюст Абденановой.